# SV Rot-Weiss Cuxhaven
SV Rot-Weiss Cuxhaven is een Duitse voetbalclub uit de stad Cuxhaven, deelstaat Neder-Saksen. De club ontstond in 1990 door de fusie van Cuxhavener SV, Eintracht Cuxhaven en Brockeswalder SV.

## Geschiedenis

### Cuxhavener SV
Op 4 augustus 1911 werd Marine SV Cuxhaven, die in 1918 de naam Cuxhavener SV aannam. De club werd een van de topclubs van de regio en plaatste zich in 1917 voor de eindronde om het Noord-Duitse kampioenschap. Door problemen werd de club in 1924 ontbonden en weer heropgericht in 1928. Door de herinvoering van de legerdienst kwamen vele jonge talenten naar de marineclub. In 1937 werd de club marinekampioen van Duitsland. In 1943 promoveerde de club naar de Gauliga, de hoogste klasse, en werd daar meteen tweede. In deze tijd speelde Ottmar Walter voor de club. Hij werd in 1954 met het nationale elftal wereldkampioen en is de bekendste speler die de club heeft voortgebracht. In 1944 bereikte de club de bekerfinale van Noord-Duitsland en verloor daarin van LSV Hamburg.
Na de oorlog speelde de club van 1947 tot 1949 in de Landesliga Niedersachsen, op dat moment de hoogste klasse. Een hoogtepunt in deze tijd was een wedstrijd tegen Hamburger SV voor 6000 toeschouwers. De volgende tien jaar speelde de club in de tweede klasse en hoopte op een terugkeer naar de hoogste klasse. De club haalde vaak spelers weg bij Bremerhaven 93, die daar niet doorgebroken waren. In 1959 degradeerde de club. Door de promotie van Eintracht Cuxhaven datzelfde jaar was Cuxhavener SV plots niet meer de beste club van de stad. Na vijf jaar degradeerde de club opnieuw en zou nooit meer kunnen terugkeren naar de derde klasse. Tot de jaren tachtig pendelde de club tussen de vierde en de vijfde klasse en vanaf dan tussen de vijfde en de zesde klasse. In 1976 plaatste de club zich wel nog voor de eerste ronde van de DFB-Pokal, maar verloor in de eerste ronde van SV Waldhof Mannheim. In 1990 fusioneerde de club.

### Eintracht Cuxhaven
Op 14 maart 1909 werd Freie Turnerschaft Cuxhaven opgericht, een turnvereniging die één jaar later met een voetbalafdeling uitpakte. Door het naziregime moest de arbeidersclub de activiteiten staken in 1933. Na de Tweede Wereldoorlog, in oktober 1945, werd de club heropgericht als VfL Cuxhaven. Op 11 oktober 1949 fusioneerde de club met Schwimm- und Sport-Gemeinschaft Cuxhaven en werd zo Eisenbahner Sport-Verein Eintracht Cuxhaven. In 1959 promoveerde de club naar de tweede klasse en stak zo Cuxhavener SV voorbij, maar na één seizoen degradeerde de club alweer. Na vier seizoenen degradeerde Eintracht verder naar de vierde klasse. Na twee seizoenen daar degradeerde de club drie keer op rij en verdween volledig in de anonimiteit. In 1990 fusioneerde de club. Niet alle leden waren het hiermee eens en in 2001 werd FC Eintracht Cuxhaven 01 opgericht dat onderaan de ladder in de dertiende klasse moest beginnen. Sindsdien promoveerde de club al vier keer.

### Brockeswalder SV
Brockeswalder Sportverein werd in 1933 opgericht door ontevreden leden van Cuxhavener SV. Van 1951 tot 1964 speelde de club in de derde klasse en werd dan teruggezet naar de vijfde klasse. Na twee seizoenen promoveerde de club en door de degradatie van Cuxhavener SV en Eintracht werd Brockeswalder plots de eerste club van de stad. Tot 1970 bleef de club die titel behouden. In 1990 fusioneerde de club.

## Fusieclub
Rot-Weiss Cuxhaven speelt in de middenreeksen van het Duitse voetbal en degradeerde in 2010 uit de Oberliga Niedersachsen Ost. In 2014 degradeerde de club naar de Bezirksliga Lüneburg. In 2022 keerde de club terug in de Landesliga Lüneburg.